# Carin Reyde-Bick
Carin Anna Maria Reyde-Bick, född 10 mars 1930 i Göteborg, död 2008, var en svensk-tysk målare, tecknare och grafiker
Hon var dotter till civilingenjören Folke Henry Vilhelm Reyde och Anna Carolina Lagerström och från 1953 gift med läkaren Heinz-Dietrich Bick, samt syster till Barbro Reyde-Sandeberg. Reyde-Bick studerade för Nils Wedel vid Slöjdföreningens skola i Göteborg 1945–1947 och för Endre Nemes vid Valands målarskola 1947–1950 samt under studieresor till Frankrike. Efter sitt giftermål bosatte hon sig i Hamburg. Hon medverkade i Decemberutställningarna på Göteborgs konsthall 1948–1949 och en grupputställning på Galleri Aveny i Göteborg samt ett antal grupp och samlingsutställningar i Tyskland. Som illustratör medverkade hon i tidskriften Utsikt. Hennes konst består av stilleben, figurer och människofigurer utförda i gouache eller tempera.